# 위조

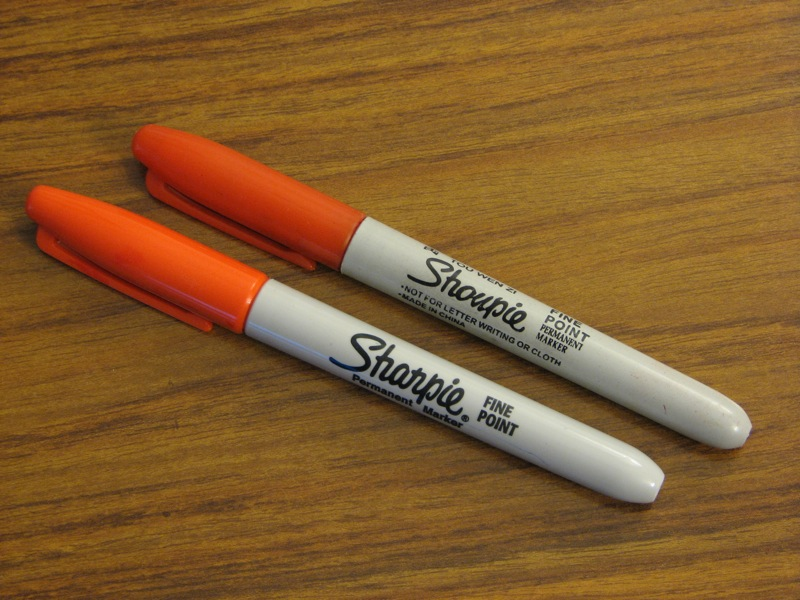
Sharpie 마커를 위조한 Shoupie 마커

위조(僞造)는 본래의 것을 비슷하게 바꾸는 것을 말한다. 그 물품은 위조품이라고 불린다.
위조는 일반적으로 사기를 목적으로 법적 문서를 허위로 만들거나 실질적으로 변경하는 사무직 범죄이다. 특정 법적 수단을 조작하는 것은 일부 관할권에서 법으로 금지될 수 있지만, 변조된 법적 수단이 범죄 과정에서 실제로 다른 사람이나 단체를 사기 위해 사용되지 않는 한 그러한 범죄는 위조와 관련이 없다. 사본, 스튜디오 복제품, 복제물은 위조품으로 간주되지 않지만 나중에 알고 있거나 고의적인 허위 진술을 통해 위조품이 될 수 있다.
돈이나 화폐를 위조하는 것을 위조(counterfeit)라고 부르는 경우가 더 많다. 그러나 소비재 제품이 라벨에 표시되거나 상표 기호로 표시되는 지정된 제조업체 또는 생산자가 제조 또는 생산하지 않은 경우에도 위조품일 수 있다. 위조된 물건이 기록이나 문서인 경우 이를 흔히 허위 문서라고 한다.
위조는 본질적으로 생산되거나 변경된 물건과 관련된다. 위조에 대한 주요 관심이 대상 자체(그것의 가치 또는 그것이 "증명"하는 것)에 덜 초점을 맞추는 것보다 그 대상이 다른 사람들에게 유발하는 반응에 의해 드러나는 암묵적인 비판 진술에 집중되는 경우, 더 큰 과정은 사기와 같다. 사기에서는 소문이나 날조된 상황에 심어진 진짜 물체가 위조된 물리적 물체를 대체할 수도 있다.
사기 유사범죄는 위조를 통해 취득한 물건을 이용하는 등 타인을 속이는 범죄를 말한다. 위조는 신원 도용을 포함한 사기 수법 중 하나이다. 위조는 보안 엔지니어링이 해결하는 위협 중 하나이다.
16세기에 알브레히트 뒤러(Albrecht Dürer)의 판화 스타일을 모방하는 사람들은 자신의 판화에 "AD"라는 서명을 하고 위조품을 만들어 시장을 개선했다. 20세기 미술 시장은 위조품의 수익성을 높였다. 파블로 피카소, 파울 클레(Paul Klee), 앙리 마티스(Henri Matisse)의 원래 그림과 같이 특히 가치 있는 예술가들의 위조품이 널리 퍼져 있다.

## 같이 보기
- 인증
- 위조지폐
- 위작
- 금석학
- 피싱
- 레플리카
- 미국 비밀경호국
- 화이트 칼라 범죄